# Valdemar de Araújo Mota
Valdemar de Araújo Mota (Rio de Janeiro, 14 de novembro de 1894 — ?, ?) foi um político brasileiro. Exerceu o mandato de deputado federal constituinte pelo Distrito Federal em 1934.

## Vida Política
Iniciou seus estudos no Ginásio São Bento e no Externato Aquino, depois na Escola Naval do Rio de Janeiro. Suas conquistas na carreira vieram cedo, em 1916 foi promovido a segundo-tenente e a primeiro-tenente em outubro de 1918.